# Santurde de Rioja
Santurde de Rioja è un comune spagnolo di 314 abitanti situato nella comunità autonoma di La Rioja.